# شب (فیلم ۱۹۳۰)
شب (انگلیسی: Night) یک فیلم کوتاه انیمیشن محصول ۱۹۳۰ از مجموعه انیمیشن‌های سمفونی احمقانه به کارگردانی و تهیه کنندگی والت دیزنی است.